# Busanjinseong
La forteresse Busanjinseong (Hangul: 부산진성, japonais: 子城臺倭城, aussi connue sous le nom Jaseongdae) se trouve à Beomil-dong, Dong-gu, Busan en Corée du Sud. Les restes du mur-forteresse ont été construits par l'armée japonaise pendant l'invasion japonaise de la Corée (1592-1598).
Il existe deux versions à propos du nom de Jaseong (château secondaire). La première est que le mur-forteresse sur l'actuel mont Jeungsan, Jwacheon-dong, est le château principal et, en conséquence, appelé Jaseong. L'autre est que Jaseong a été construit sur le sommet d'une montagne comme terrasse du général.
La forteresse Busanjinseong a également été appelée Mangongdae à la mémoire du général Wan Shide de la dynastie Ming  qui a séjourné à Jaseongdae pour renforcer les soldats coréens en défense contre l'invasion japonaise de la Corée. Le mur-forteresse a été réparé après que le général Wan Shide est rentré en Chine.
Il a été utilisé comme siège du Gyeongsangjwado qui a ensuite déménagé à son emplacement actuel à Suyeong. Il a également été utilisé comme quartier général de la Marine Busanjin. Le mur-forteresse a été enlevé par les Japonais lors de leur occupation forcée. Vers cette époque la mer entourant Jaseongdae était remplie de terre, réduisant la taille de Jaseongdae mais il a été plus tard restauré.

## Source de la traduction
- (en) Cet article est partiellement ou en totalité issu de l’article de Wikipédia en anglais intitulé « Busanjinjiseong » (voir la liste des auteurs).